# Легумклостер
Легумкло́стер (дан. Løgumkloster) — містечко в Данії, регіон Південна Данія, Тендерська комуна. Розташоване на півдні Ютландського півострова. Входило до складу герцогства Шлезвіг, яке перебувало під контролем Данії. У 1866—1920 роках належало Німеччині, було повітовим центром Шлезвіг-Гольштейнської провінції. До 2007 року входив до складу Легумклостерської комуни, був її адміністративним центром. Передане Данії після Шлезвізького плебісциту. Населення — 3556 осіб (1 січня 2020).

## Назва
- Легумкло́стер, або Льогумкло́стер (дан. Løgumkloster) — сучасна данська назва; походить від середньовічного цистеріанського Легумського монастиря (дан. Løgum kloster).
- Люгумкло́стер (нім. Lügumkloster) — історична німецька назва.

## Історія
До 1864 року Легумклостер входив до складу Данського королівства, як частина герцогства Шлезвіг. Проте після воєн 1864—1866 років містечко перейшло до Пруссії, яка включила його до своєї новоутвореної Шлезвіг-Гольштейнської провінції. Легумклостер було перейменовано на Люгумклостер. Містечко входило до Тондернського повіту провінції.
Після поразки Німеччини у Першій Світовій війні країна уклала Версальський договір від 28 червня 1919 року, який вимагав провести на території Шлезвігу плебісцит населення про приналежність до Данії. 10 лютого 1920 року, під наглядом спостерігачів від представників Антанти, відбувся плебісцит у Північному Шлезвігу, так званій Зоні І, до якої входив Люгумклостер. 51,2%% мешканців міста (542 осіб) виявили бажання повернутися до Данії. 15 червня того ж року весь Північний Шлезвіг, включно із містечком перейшов під данський контроль. Містечко отримало офіційну данську назву Легумклостер.

## Населення
- 2020: 3556 осіб.

## Герб
У круглому синьому щиті із золотою облямівкою золотий візантійський хрест.